# 2015 SP20
2015 SP20 est un objet de la ceinture de Kuiper faisant partie des cubewanos.

## Caractéristiques
2015 SP20 mesure environ 240 kilomètres de diamètre.